# Cicurina zhangfui
Espèce
Cicurina zhangfui est une espèce d'araignées aranéomorphes de la famille des Cicurinidae.

## Répartition
Cette espèce est endémique de Chongqing en Chine,. Elle se rencontre dans le district de Beibei.

## Description
Le mâle holotype mesure 2,65 mm, les mâles mesurent de 2,65 à 2,77 mm.

## Systématique et taxinomie
Cette espèce a été décrite par Chen, Wang, Zhang et Zhang en 2025.

## Étymologie
Cette espèce est nommée en l'honneur de Zhang-fu Chen.

## Publication originale
- Chen, Wang, Zhang & Zhang, 2025 : « Three new species of the genus Cicurina Menge, 1871 from Chongqing, China (Araneae, Cicurinidae). » ZooKeys, vol. 1248, p. 309-319 (texte intégral).